# Načelo relativnosti
Načelo relativnosti ili princip relativnosti je načelo koje tvrdi da je svako gibanje relativno te da su u dvama referentnim sustavima koji se uzajamno gibaju jedan prema drugome položaji i brzine čestica, a u posebnoj teoriji relativnosti i vrijeme, različiti, dok se u ubrzanim sustavima pojavljuju i dodatne inercijske sile.

## Galileijevo načelo relativnosti
Galileijevo načelo relativnosti (po G. Galileiju) je načelo klasične fizike prema kojem svi prirodni zakoni imaju isti matematički oblik u svim inercijskim sustavima, to jest svi su inercijski sustavi međusobno ravnopravni i nije moguće promatranjem mehaničkih procesa u nekom inercijskom sustavu utvrditi giba li se on ili miruje. Izvorno se odnosilo na mehaniku, a razumijevale su se brzine znatno manje od brzine svjetlosti i jednako protjecanje vremena u svim referentnim sustavima. S pomoću Galileijevih transformacija mogle su se preračunati koordinate položaja i brzine čestica u različitim referentnim sustavima. Galileijevo načelo relativnosti ne vrijedi ako su brzine promatranih gibanja sustava ili čestica u sustavima bliske brzini svjetlosti; tada gibanja opisuje teorija relativnosti, a za preračunavanje koordinata položaja i brzina čestica primjenjuju se Lorentzove transformacije.

### Objašnjenje
Univerzalna konstantnost brzine svjetlosti postaje jasna kad pomislimo da je širenje svjetlosti elektromagnetski proces. U klasičnoj mehanici vrijedi Galileijevo načelo relativnosti da su fizikalni zakoni valjani u svim sustavima koji se međusobno nalaze u jednolikom, konstantnom gibanju. Ovo načelo relativnosti slijedi neposredno iz Newtonova zakona gibanja, jer se sile odnose samo na promjene brzina (ubrzanje), a ne na same iznose brzina. Promatrajući gibanja mehaničkih sistema u vlaku koji se kreće jednolikom (konstantnom) brzinom, nalazimo iste fizikalne zakone kao i na zemlji. Tek kad vlak promijeni svoju brzinu, primijetimo u zadobivenom udarcu da se nalazimo u kutiji za koju vrijede drugi zakoni. Ima vlakova u kojima se nalaze biljarski stolovi i kuglice za razonodu putnika. Svaki putnik mogao je pri tom primijetiti da igra biljar u vlaku s istom tehnikom kao i u nekom restoranu. To znači da u vlaku koji se kreće vrijede isti zakoni pravocrtnog gibanja i međusobnih srazova za biljarske kuglice kao i na mirnoj zemlji. Tek kad vlak zavija ili se ubrzava ili usporava, primijeti igrač da njegova uobičajena tehnika ne donosi uspjeha u igri. S ubrzanjem vlaka postaju staze biljarskih kuglica zakrivljene, a srazovi drukčiji, i igrač ne pogađa cilj. U ubrzanom sustavu pojavljuju se prividne sile na koje se ne odnosi Newtonov zakon gibanja. Mehanički zakoni vrijede samo u sustavima koji miruju ili se međusobno kreću s konstantnom brzinom. Nema razloga da klasično načelo relativnosti ne bi vrijedilo i za elektromagnetizam. Sustavi koji se nalaze u stanju jednolikog međusobnog gibanja i u Maxwellovoj su teoriji jednako valjani. Mjerenjem električnih sila između električnih naboja opažamo iste zakone u brzom vlaku kao i laboratoriju na zemlji. Ova jednakovaljanost Maxwellovih zakona u sustavima koji miruju ili se kreću konstantnom brzinom razabire se neposredno iz samih jednadžbi koji opisuju elektromagnetske procese. No pored te istovjetnosti postoji i bitna razlika između Newtonovih zakona i Maxwellovih jednadžbi. Za razliku od mehaničkih, u Maxwellovim zakonima dolazi prvi put u povijesti fizike neka univerzalna konstanta. U Newtonovom zakonu nema takve univerzalne konstante, mase tijela su povoljne. U jednadžbama koje određuju promjene elektromagnetskog polja dolazi konstanta c kao čimbenik (faktor), a njezin opstanak ima dalokosežne posljedice. Maxwellovi zakoni vrijede u svim inercijalnim sustavima, i ta je konstanta u svim sustavima ista. No ta konstanta ima značenje brzine širenja elektromagnetskih promjena. Dakle se elektromagnetske promjene šire u svim sustavima koji miruju ili se jednoliko kreću s konstantnom, istom brzinom. Budući da je svjetlost širenje elektromagnetskih promjena, postaje nam jasno zašto je brzina svjetlosti konstanta. Svjetlost ne možemo shvatiti kao širenje mehaničkih titraja. Nije dopušteno prenijeti na svjetlost zorne predodžbe koje imamo o gibanju mehaničkih tijela. Mogu, kako god brzo hoću, trčati za svjetlošću, nikada je neću stići. Ona ima za sve motritelje uvijek istu brzinu. 
Polazeći od te činjenice da ne može biti većih brzina od brzine svjetlosti, A. Einstein je 1905. iznio kritiku klasičnih predodžbi o prostoru i vremenu i stvorio posebnu teoriju relativnosti. Njegova dinamika počivala je na dvjema aksiomima:
- u svim sustavima, koji se nalaze u stanju jednolikog međusobnog gibanja, vrijedi isti fizikalni zakoni.
- brzina svjetlosti je u svim tim sustavima jednaka.

Prvi aksiom slaže se s klasičnom fizikom, drugi odaje specifičnu crtu elektrodinamičke prirode svijeta. Konstantnost brzine svjetlosti bitni je element koji dolazi kod izmjene klasične mehanike. Možemo se lako na prijašnjem primjeru s vlakom uvjeriti da je tim elementom srušena apsolutna istodobnost svih događaja. Pretpostavimo da su prvi i posljednji putnik jednako udaljeni od srednjeg. Taj neka odašilje optički signal. Putnici u vlaku što se kreće s jednolikom brzinom mogu s punim pravom tvrditi da oni miruju. Svjetlosni signal će za njih istodobno prispjeti do prvog i posljednjeg putnika. Za nas koji miruju na Zemlji ta dva događaja, kad je svjetlost pala na očne mrežnice prvog i posljednjeg putnika, neće nikako biti istodobna. Do prednjeg putnika stići će optički signal kasnije, do posljednjeg prije. Događaji koji su za putnika u vlaku istodobni, nama se na zemlji prikazuju u različitim vremenskim trenutcima. Apsolutna istodobnost izgubila je smisao. 
Aksiomom o konstantnosti brzine svjetlosti u svim sustavima, koji se jednoliko kreću ukinuta je klasična istodobnost događaja. U klasičnoj mehanici ima smisla govoriti o istom vremenu za sve motritelje. "Sada u 12 sati imaju svi motritelji na Zemlji, na Mjesecu ili na bilo kojoj zvijezdi isto vrijeme, naime 12 sati. Za jedan sat kasnije imat će svi ti motrioci također isto vrijeme, naime sati". Takve su izjave o vremenu u klasičnoj kinematici upravo pretpostavka opisivanju događaja. Vremenskim razmacima pripada značenje neovisno o načinu mjerenja, oni su upravo isti za sve motritelje. Time, što u teoriji relativnosti utvrđujemo istodobnost optičkim signalima utvrditi istodobnost. U tom sustavu možemo metrima izmjeriti udaljenost između pojedinih točaka. Ako su dvije točke udaljene d, svjetlost treba vrijeme d/c da stigne od jedne točke do druge. Signal svjetlosti omogućuje pojedincima u tim točkama, da usporede i kontroliraju tok svojih satova. Daje li jedan pojedinac u 12 sati signal, drugi primi taj signal u 12 sati + d/c sekunda, te može svoj sat poravnati na to vrijeme. Svi pojedinci jednog te istog sustava mogu svjetlosnim signalima regulirati i utvrditi istovremenost. No ta istovremenost ima smisla samo za pojedince jednog te istog sustava u kretanju. Za druge motrioce, prema kojima se taj sustav kreće, njihove su istovremenosti pogrešne. Istovremenost može se dakle odrediti samo za pojedine sustave u gibanju. Svaki sustav u gibanju ima svoj sat, svoja vlastita vremena. To je prvi rezultat relativističke kritike naših svakidašnjih predodžbi o vremenu.